# Anne-France Dautheville
Anne-France Dautheville, née le 22 mars 1944 à Paris, est une journaliste et auteure française, connue pour avoir été la première femme à faire le tour du monde complet à moto et avoir raconté ses voyages dans plusieurs livres.

## Biographie
Elle est la fille d'une Alsacienne et d'un Cévenol, commercial. Elle grandit entre la rue Lauriston (16e arrondissement de Paris) et un village de Seine-et-Marne, recevant une éducation protestante.
Après avoir obtenu son baccalauréat et une licence ès lettres à la Sorbonne[réf. nécessaire], elle emménage dans un T2 au centre de Paris, travaillant à la régie publicitaire de plusieurs entreprises comme Radio Luxembourg, J. Walter Thompson et Havas. Parmi plusieurs activités dans son travail de conceptrice-rédactrice, elle conçoit des slogans pour des marques ; elle gagne bien sa vie et emménage dans un appartement avec jardin à Boulogne. Pendant Mai 68, à cause des grèves qui paralysent le métro, elle s'achète un cyclomoteur Honda. Avec ce nouveau moyen de locomotion, elle commence à voyager à travers la France dans un esprit de liberté. Elle démissionne de son travail en 1971.
Elle remarque dans L'Express un entrefilet qui mentionne le Raid Orion, la première compétition motocycliste entre Paris et Ispahan (Iran), qu'organise la Guilde européenne du raid et le magazine Moto Revue. Seule femme à postuler sur 92 pilotes, sa candidature est finalement rejetée. Dialoguant par hasard quelques jours plus tard avec l'un des organisateurs du rallye, elle se voit finalement proposer d'y participer. Le 31 juillet 1972, elle prend part au départ en descendant l'avenue des Champs-Élysées. Mis à part l'équipement technique (une Guzzi V7 qu'on lui prête[réf. souhaitée]), elle doit financer elle-même son périple. Arrivée à Ispahan, elle décide de continuer la route, suivant un groupe de onze motards en Afghanistan puis cinq au Pakistan.
Le 13 novembre 1972, elle est de retour en France. Elle gagne la maison de campagne de ses parents pour écrire son premier livre, Une demoiselle sur une moto. Par la suite, elle découvre les rumeurs qui courent à son sujet dans le milieu de la moto : elle serait lesbienne, nymphomane et aurait terminé le Raid en camion. Elle débarque alors furieuse à la rédaction de Champion et déclare à son rédacteur en chef : « Je repars toute seule ! Et je le fais constater par un huissier ! ». Sur une Kawasaki 100 cm3, elle réalise un tour du monde en 1973 en passant par le Canada, l'Alaska, le Japon, l'Inde, le Pakistan, l'Afghanistan, l'Iran, la Turquie, la Bulgarie, la Yougoslavie, l'Autriche, l'Allemagne et la France (qu'elle raconte dans son livre Et j'ai suivi le vent). En 1975, sur une BMW 750 cm3, elle fait un tour complet de l'Australie, faisant deux détours par Alice Springs et Darwin. En 1978, sur une BMW 800 cm3, elle fait le voyage de Cairns à Darwin, pour le tournage du film Follow that girl!.
En 1981, sur une Honda 250, elle s'attaque cette-fois ci à l'Amérique latine. Il s'agit de son dernier grand voyage donnant lieu à un livre (La Piste de l'Or). Lorsque la connexion est possible, ses aventures sont diffusées dans l'émission Loup-Garou de Patrice Blanc-Francard sur France Inter. Au retour de ses voyages, elle écrit des articles pour Paris Match et Moto Revue afin de rembourser ses frais.
En 2016, la maison de couture Chloé s'inspire d'Anne-France Dautheville pour sa collection automne-hiver. La styliste Clare Waight Keller déclare à ce sujet : « J'ai découvert Anne-France alors que je faisais des recherches sur le motocross pour la collection. Parmi tant d'images de garçons à moto, cette biker chic qui alternait combis en cuir et jupes longues m'a interpellée. Elle incarnait parfaitement la femme Chloé, un mélange de douce féminité et d'attitude boyish très cool. J'ai retrouvé cette même liberté d’esprit dans son écriture puis dans ses clichés ».
Elle est co-scénariste avec Vincent Steiger de L'Odyssée du loup (2019).

## Ouvrages
- Une demoiselle sur une moto, Flammarion, 1973.
- Et j'ai suivi le vent, Aventures vécues de Flammarion, 1975. Rééd. Petite bibliothèque Payot Voyageurs, 2017.
- L'Histoire de Jeff Walcott, Belfond, 1978.
- La Piste de l'or, Plon, 1982.
- Le Voleur d'images, Plon, 1983.
- La Ville sur l'eau, Plon, 1985.
- Les Anges de sainte Catherine, Stock, 1987.
- Les Variations Maraldi, Julliard, 1989.
- L'Africaine, Olivier Orban, 1990.
- Les Chevaux du ciel, Le Rocher, 1992.
- Julie chevalier de Maupin, Lattès, 1995.
- Les Très Riches Heures de Meslois sur le Sansonnet, Olympio, 2000.
- Le Grand Dictionnaire de mon petit jardin, Minerva, 2004.
- Avec Pierre Gay, Les Zoos pour quoi faire ?, Delachaux et Niestlé, 2005.
- L'Intelligence du jardinier, Arthaud, 2009.
- Le Grand Dictionnaire de mon petit jardin, Belin, 2013.
- Les Miscellanées des plantes, Buchet Chastel, 2016.
- Les Miscellanées de mon jardin, Buchet Chastel, 2018.
- Impressions d'Avicenne, Amazon ebook, 2016.
- La vieille qui conduisait des motos, Payot, 2019.
- Harmonie, Alma, 2019.
- Miscellanées des fleurs. Tout sur les Fleurs et un peu plus encore. Buchet Chastel, Paris 2020,  (ISBN 978-2283033081).
- L'Australie, c'est en bas à droite, Payot, 2021.
- Roule ma poule! Mes balades magiques à moto, Payot, Paris, 2024,  (ISBN 978-2228935616).